# Hermann Kohlmetz
Friedrich Gustav Hermann Kohlmetz (* 31. August 1863 in Berlin; † 9. Oktober 1913 ebenda) war ein deutscher Schauspieler, Theaterregisseur und Autor.

## Leben
Hermann Kohlmetz, Sohn eines Schuhmachermeisters, absolvierte in Berlin das Köllnische Gymnasium. Anschließend ging er ans Theater. Nach einigen Wanderjahren mit wechselnden Engagements spielte er unter anderem an den Stadttheatern in Straßburg, Breslau, Düsseldorf, Riga und Bremen. Er reiste zu Gastspielen in die Vereinigten Staaten, nach Russland, Belgien und in die Niederlande sowie in den Orient. Er übernahm dabei auch die Regie und passte Stücke entsprechend den Bedürfnissen an. Aus dieser dramaturgischen Tätigkeit heraus entstanden dann auch eigene Stücke. In den letzten Lebensjahren schrieb er mehrere historische Erzählungen, zum Teil in der zumindest im Königreich Bayern als Schundliteratur verbotenen Romanheftserie Unter deutscher Flagge. 1909 verfasste er die Robinsonade Der Negerfürst nach der wahren Begebenheit aus dem hessischen Dorf Kehrenbach und griff dabei vermutlich auf ein Büchlein von Jakob Hoffmeister zurück, in dem die Geschichte bereits erzählt wurde.
Er lebte als Oberregisseur, Dramaturg und Schriftsteller in Dresden und zuletzt in Berlin.

## Werke (Auswahl)

### Theaterstücke
- Ansichtspostkarten, oder: Der falsche Waldemar (Schw.), 1901.
- Die Verlobungsfalle (Schw.), 1902.
- Die rote Nase (Schw.), 1905.
- Sie betrügt ihren Mann (Schw.), 1906.
- Wenn Frauen sprechen (Schw.), 1906.
- Er wird kuriert (Silvesterschw.), 1907.
- Klärchens Schwärmerei (Schw.), 1908.
- Er bemüht sich selbst, oder: Alles ums Trinkgeld. Ein lustiger Verwandlungsscherz in 5 Szenen (Schw.), 1908, 2. Auflage Bonn: Heidelmann [1930]
- Der Soldatenkönig und die langen Kerle (Hist. E.), 1907.
- Onkel Knurrhases Schwänke und Abenteuer, 1908.

### Belletristik
- Der Soldatenkönig und die langen Kerle: Lebensbilder und launige Geschichten aus Preussens Werdegang, Elberfeld: Sam. Lucas [um 1908]
- Der Negerfürst (Fahrten und Abenteuer eines armen Schiffsjungen. Eine Geschichte aus dem Leben), Robert Bardtenschlager, Reutlingen 1909.
- Schwänke und Abenteuer des Kapitän Knurrhahn und seines Neffen. Aus dem Niederdeutschen des John Brinkmann, Elberfeld: Sam. Lucas [um 1909]
- Im Kampfe gegen die Franktireurs, in: Unter deutscher Flagge, Band 110, Verlagshaus für Volksliteratur und Kunst, Berlin
- Marly, der Kriegshund, in: Unter deutscher Flagge, Band 134, Verlagshaus für Volksliteratur und Kunst, Berlin 1913
- Ein lustiger Kriegskamerad, in: Unter deutscher Flagge, Band 157, Verlagshaus für Volksliteratur und Kunst, Berlin 1913
- Ein Adjutant des alten Blücher, in: Unter Fahnen und Standarten, Band 49, Verlagshaus für Volksliteratur und Kunst, Berlin 1913
- Die Pommersche Landwehr 1813, in: Unter Fahnen und Standarten, Band 73, Verlagshaus für Volksliteratur und Kunst, Berlin 1913
- Der Kartoffel-Krieg (1778/79) oder die letzten Jahre des alten Fritz, Volkstümliche Bücherei, Berlin [1913]

### Sachtexte
- Zur Geschichte des historischen Kostüms auf dem Theater, in: Der neue Weg XLII 14